# Neorupilia fusca
Neorupilia fusca es una especie de insecto coleóptero de la familia Chrysomelidae.
Fue descrita científicamente en 1932 por Oke.